# Рушито (Фрозиноне)
Рушито је насеље у Италији у округу Фрозиноне, региону Лацио.
Према процени из 2011. у насељу је живело 243 становника. Насеље се налази на надморској висини од 98 м.